# رباح قدري
رباح قدري أو كدري (المولود في عام 1967) عضو سابق في تنظيم القاعدة في بلاد المغرب الإسلامي (الجماعة السلفية للدعوة والقتال) الذي يتخذ من الجزائر مقرًا له. ويقال أنه العقل المدبر لمخطط تفجير كاتدرائية ستراسبورغ في ديسمبر من عام 2000، وحُكم عليه غيابيًا بالسجن 6 سنوات في محكمة في باريس في عام 2004.

## إلقاء القبض عليه
تم إلقاء القبض على قدري في الحادي عشر من مايو عام 2002 في لندن مع اثنين آخرين من المشتبه فيهم، وهما رباح شيكات بايس وكريم قدوري، على خلفية محاولتهم المزعومة للهجوم على مترو أنفاق لندن بمواد سامة خطيرة.

## المحاكمة والسجن
كان قدري يتواصل مع مروان بن حامد في محاولة لعمل مواد سامة منزلية من أجل أغراض إرهابية. وقد تم اتهام قدري بامتلاكه مواد يمكن أن تستخدم لارتكاب هجمات إرهابية كما هو الحال في باريس ولندن وستراسبورغ. وقد تم توجيه اتهام آخر له في فبراير من عام 2003 في فرنسا بسبب تخطيط مزعوم لاختراع سلاح من مواد كيميائية. وقد تم إسقاط هذه التهم عنه في وقت لاحق. وفي السادس عشر من ديسمبر عام 2004 في باريس، بفرنسا، تمت إدانة قدري وتم الحكم عليه غيابيًا بالسجن 6 أعوام بسبب مشاركته في مخطط ستراسبورغ في عام 2000. وتشير فترة السجن القصيرة إلى أن قدري لعب دورًا ثانويًا في هذا المخطط. وفي الثاني والعشرين من يونيو عام 2006، تم ترحيل قدري إلى فرنسا. كما تم كذلك اعتقال ثلاثة رجال آخرين من وسط وشمال لندن في التاسع من نوفمبر في نفس اليوم. وقد تم إطلاق سراح اثنين منهما بعد دفع غرامة للشرطة، وتم إطلاق سراح الشخص الثالث بدون اتخاذ أي إجراء إضافي.